# Epirrhoe radiata-effusa
Epirrhoe radiata-effusa är en fjärilsart som beskrevs av Kitt 1933. Epirrhoe radiata-effusa ingår i släktet Epirrhoe och familjen mätare. Inga underarter finns listade i Catalogue of Life.